# Gelis rufotinctus
Gelis rufotinctus är en stekelart som först beskrevs av Bridgman 1883.  Gelis rufotinctus ingår i släktet Gelis och familjen brokparasitsteklar. Inga underarter finns listade i Catalogue of Life.